# Лубняни (гміна)
Гміна Лубняни (пол. Gmina Łubniany) — сільська гміна у південно-західній Польщі. Належить до Опольського повіту Опольського воєводства.
Станом на 31 грудня 2011 у гміні проживало 9559 осіб.

## Площа
Згідно з даними за 2007 рік площа гміни становила 125.41 км², у тому числі:
- орні землі: 46.00%
- ліси: 49.00%

Таким чином, площа гміни становить 7.90% площі повіту.

## Населення
Станом на 31 грудня 2011:
| Опис     | Загалом | Загалом | Чоловіки | Чоловіки | Жінки | Жінки |
| -------- | ------- | ------- | -------- | -------- | ----- | ----- |
| одиниця  | осіб    | %       | осіб     | %        | осіб  | %     |
| все      | 9559    | 100     | 4621     | 48.34    | 4938  | 51.66 |
| міське   | 0       | 100     | 0        |          | 0     |       |
| сільське | 9559    | 100     | 4621     | 48.34    | 4938  | 51.66 |

## Сусідні гміни
Гміна Лубняни межує з такими гмінами: Добжень-Велькі, Лясовіце-Вельке, Мурув, Турава.